# 痒 (专辑)
《痒》是中国大陆歌手黄龄的第一张录音室专辑，唱片公司为天韵文化，于2007年6月6日发行。本作合共收录了包括老上海风情、黑色摇滚等多种曲风在内的10首歌曲。

## 筹备
本作事实上在2004年环球唱片与黄龄签约时就已开始进行筹备，自乐器、语言、化妆、造型等方面的训练开始至该作最终发布的整个过程共持续了3年。对于该专辑的制作费用，天韵文化则宣称其制作成本为人民币7位数字。

## 曲目
本作最为主要的打榜曲目为同名单曲痒，被认为是描绘了当时“都市男女内心的浮躁”，同时以歌声“撩拨着人们内心深入潜藏的欲望之痒”。其他主打曲目还包括红眼睛魔鬼身材等，当中前者形容爱情为“犹如瘟疫般令人不可自拔的漩涡”，后者则被认为是体现了黄龄对个性的追求。而后来被与痒一同视为“神曲”的High歌亦最早被收录在该专辑中，但发行方彼时并未将其列为主打曲目。此外，黄龄亦在本作翻唱了玫瑰玫瑰我爱你夜来香等两首源自上海的歌曲。
| 曲序     | 曲目           |                  | 作曲             | 编曲     | 製作人      | 备注              | 时长  |
| -------- | -------------- | ---------------- | ---------------- | -------- | ----------- | ----------------- | ----- |
| 1.       | High歌         | 常石磊           | 常石磊           | 常石磊   | 常石磊      |                   | 4:46  |
| 2.       | 痒             | 孟楠             | 孟楠             | 安栋     | 安栋        | 主打曲目          | 3:48  |
| 3.       | 红眼睛         | 山青青           | 常石磊           | 常石磊   | 常石磊      | 主打曲目          | 4:09  |
| 4.       | 软绵绵         | 孟楠             | 孟楠             | 常石磊   | 常石磊 孟楠 |                   | 3:32  |
| 5.       | 玫瑰玫瑰我爱你 | 吴村             | 陈歌辛           | 常石磊   | 常石磊      | 原唱：姚莉        | 4:06  |
| 6.       | 抬头我大牌     | 曹峻             |                  |          | 常石磊      |                   | 3:36  |
| 7.       | 一个人想你     | 宋阳             | 宋阳             | 宋阳     | 宋阳        |                   | 4:51  |
| 8.       | 魔鬼身材       | 未知数（李智胜） | 未知数（李智胜） | 陈雨黎   | 常石磊      | 主打曲目          | 3:39  |
| 9.       | （模拟语）     |                  |                  |          | 常石磊      | 《模拟人生2》插曲 | 3:04  |
| 10.      | 夜来香         | 黎锦光           | 黎锦光           |          |             | 原唱：李香兰      | 5:54  |
| 总时长： | 总时长：       | 总时长：         | 总时长：         | 总时长： | 总时长：    | 总时长：          | 41:25 |

## 反响及评价
本作在制作时以“不可复制”作为创作目标，因此《新闻午报》的评论文章认为该作由歌曲创作至演唱皆“充分凸显出自己的个性”，并指其在当时的流行音乐市场“弥足珍贵”。而在该作发行7年后，《新闻晨报》仍于其对黄龄的专访文章中形容该作在创意、想象力、冒险性等方面“在华语唱片里都是罕见的”。
不过，由于整体曲风相对较为另类，本作在发行初期并未引发太大的反响，直至郁可唯、江映蓉先后于《2009快乐女声》的全国赛阶段翻唱了数支于本作收录的歌曲之后，该作才得到了民众较为广泛的关注。除此之外，该作的曲目在《超级星光大道》《中国好声音》的舞台上皆有一些翻唱记录，因此该作亦被《钱江晚报》戏称为“选秀歌手的‘曲库’”。

## 获奖与提名
| 时间          | 典礼             | 奖项     | 结果 | 参考   |
| ------------- | ---------------- | -------- | ---- | ------ |
| 2008年3月29日 | 第15届东方风云榜 | 东方新人 | 银奖 | [ 10 ] |